# Friedrich Wilhelm Kritzinger
Friedrich Wilhelm Kritzinger (14 avril 1890, Grünfier, arrondissement de Filehne – 25 avril 1947, Nuremberg, Allemagne) est un homme politique allemand. Numéro deux de la chancellerie du Reich dirigée par Hans Lammers, il a représenté celui-ci lors de la conférence de Wannsee.

## Biographie
Fils d’un pasteur, Kritzinger voit le jour le 14 avril 1890, à Grünfier dans le district de Bromberg (province de Posnanie). Il termine ses études secondaires en 1908 puis suit des études de droit. Il sert dans le 5e bataillon de chasseurs à pied (de) de l'armée prussienne durant la Première Guerre mondiale qu’il termine avec le grade de lieutenant de réserve. Après avoir quitté le barreau en 1921, il travaille au ministère de la Justice puis au ministère prussien du Commerce, pour revenir, en 1926, au ministère de la Justice. Il rejoint le Parti nazi en 1938 et intègre la chancellerie du Reich en février 1938 dont il dirige l’un des départements avec le rang de Ministerialdirektor. Il est nommé sous-secrétaire d’État début 1942, puis secrétaire d’État à la fin de l’année.
Lors de la conférence de Wannsee, il est le représentant du chef de la chancellerie, Hans Lammers.
Fonctionnaire, soucieux du service public, il participe jusqu'au bout à l'effort de guerre allemand, en organisant le ravitaillement des populations.
En avril 1945, il tente de coordonner depuis Berlin le travail des ministères dispersés dans un Reich en déliquescence après le 20 avril 1945, il ordonne aux fonctionnaires encore sur place à Berlin de quitter la ville vers le Sud, puis, cela s'avérant impossible, de fuir par avion, puis de fuir vers le Nord, ce qui provoque l'ire de Lutz Schwerin von Krosigk qui exige un ordre clair d'Hitler. Kritzinger n'obtient qu'une recommandation de Bormann pour les ministres et leur personnel. À la suite de quoi, il fuit Berlin. En mai, il fait partie, toujours en tant que secrétaire d’État, de l’éphémère gouvernement dirigé par Karl Dönitz.
Comme la plupart des autres participants à la conférence de Wannsee encore en vie à la fin de la guerre, il est arrêté en 1946. Cité comme témoin au procès de Nuremberg, il se déclare honteux des atrocités commises par le Troisième Reich. Libéré pour raison de santé, il meurt à Nuremberg le 25 avril 1947.

## Dans la fiction
Sauf indication contraire, les informations mentionnées dans cette section peuvent être confirmées par la base de données cinématographiques IMDb,  présente dans la section « Liens externes ».
Friedrich Wilhelm Kritzinger apparaît comme personnage dans plusieurs films ou téléfilms sur la conférence de Wannsee :
- 1984 : La Conférence de Wannsee (Die Wannseekonferenz), téléfilm de Heinz Schirk (de) - rôle joué par Franz Rudnick
- 2001 : Conspiration (Conspiracy), téléfilm de Frank Pierson - rôle joué par David Threlfall
- 2022 : La Conférence (Die Wannseekonferenz), film de Matti Geschonneck - rôle joué par Thomas Loibl (de)